# Henry Wilson
Henry Wilson (do 1833 Jeremiah Jones Colbath, ur. 16 lutego 1812 w Farmington, zm. 22 listopada 1875 w Waszyngtonie) – amerykański polityk, działacz Partii Republikańskiej, 18. wiceprezydent USA.
W latach 1841–1852 był członkiem parlamentu stanowego Massachusetts. Od 1848 do 1851 był właścicielem gazety „Boston Republican”. W 1852 bezskutecznie ubiegał się o miejsce w Kongresie, a rok później o urząd gubernatora Massachusetts. W latach 1855–1873 był senatorem. Został wyznaczony jako kandydat Partii Republikańskiej na wiceprezydenta przy kandydującym na drugą kadencję prezydencie Ulyssesie Grancie w 1872. Po zwycięstwie wyborczym sprawował od 4 marca 1873 urząd wiceprezydenta, zmarł w trakcie kadencji.